# Mary Peters
Mary E. Peters (Peoria, 4 dicembre 1948) è una politica statunitense, membro del Partito Repubblicano e segretaria dei trasporti sotto la presidenza Bush Jr. dal 2006 al 2009.